# Riera de Calonge
La Riera de Calonge és un riu de Catalunya que neix a Calonge a la confluència de la Riera dels Molins i del Rifred a uns 12 metres d'altitud, uns centenars de metres avall del centre històric del poble, fins a desembocar a la mar Mediterrània a Sant Antoni de Calonge. És un riu estacional amb un recorregut que segueix una trajectòria quasi recte sud-est, paral·lel a l'Avinguda de la Unió. Té només un afluent: la riera del Tinar.

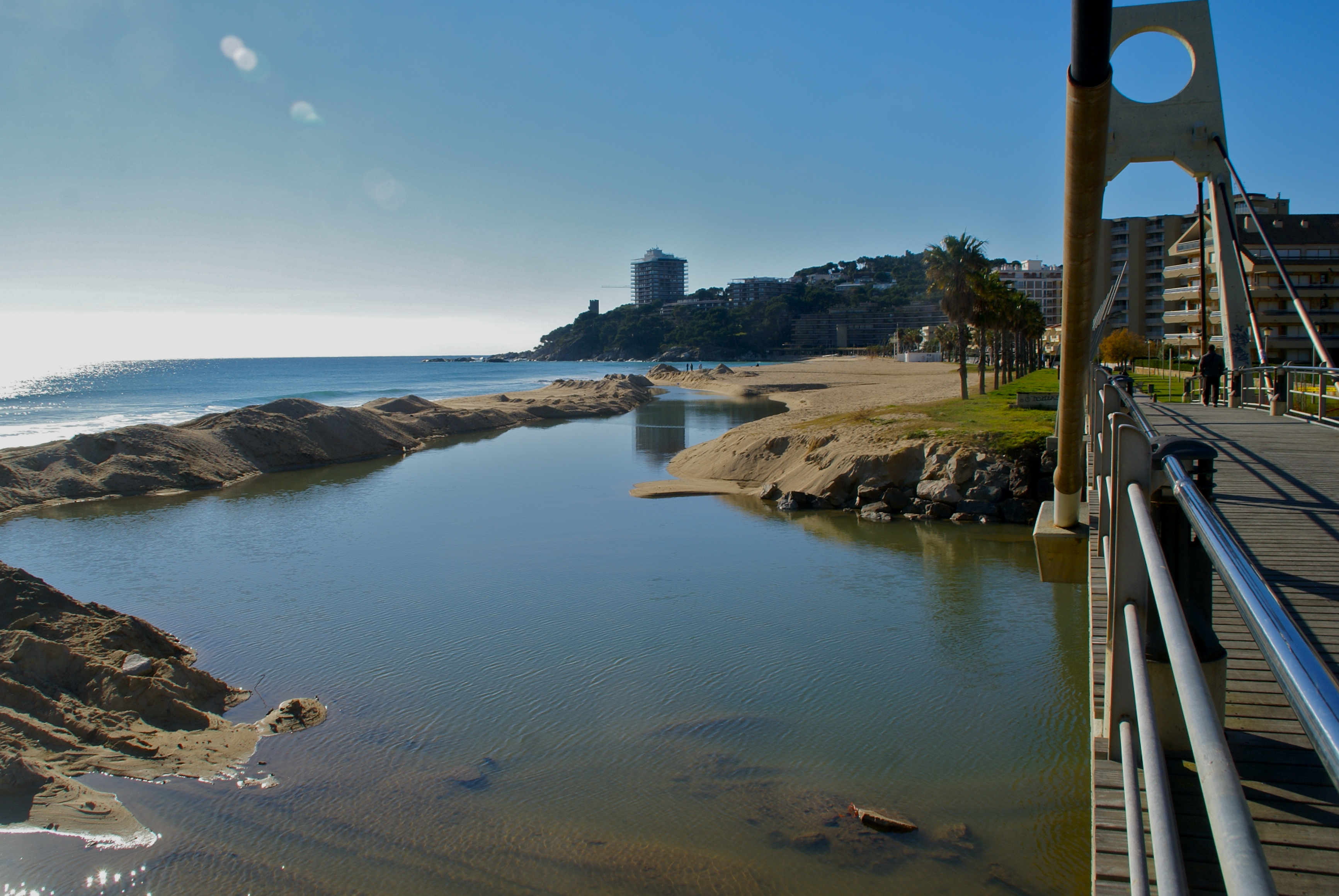
Desembocadura de la riera

Des de la fi dels anys 70 del segle xx, la forta reducció del cabals circulants de la Riera de Calonge i de part dels seus afluents ha coincidit amb un descens del mantell freàtic i un augment de la salinització per infiltració de l'aigua de mar, mentre que, com a causa inductora, el ritme de consums ha augmentat: durant l'estació turística tot i ésser la més seca de l'any, la població i el consum d'aigua gairebé decupla. Per a resoldre aquest problema, el 1985, hom pensava a construir una presa a la zona a prop del Pont Rodó que mai no es va fer. El 1989, la Generalitat i el Ministeri de Foment d'Espanya van refusar un projecte de construir un port esportiu a l'estuari de la riera a Sant Antoni.
Un primer projecte de canalització, aprovat a l'agost de 1984, no va palesar suficient. Tot i baixar seca o amb poc de cabal a l'hivern, per temps de pluja fort pot pujar ràpidament d'uns metres com va passar a l'octubre de 1994 i de 2005, una riuada després de pluges torrencials durant les quals va caure més de 290 litres d'aigua per m2, va causar una morta i molts danys materials. Les exigències a la riera són múltiples: proveïment d'aigua potable, evacuació de les aigües de pluja, manteniment de la biodiversitat, lluita contra les espècies invasores i el manteniment del sistema ecològic fràgil. Tots aquests problemes desassosseguen el Consorci de les Gavarres, que va proposar intervenir per a mantindre la diversitat i protegir el peix espinós. Per al Consorci, s'hauria de restaurar la funcionalitat de les rescloses i treure els sediments.
Van caldre tres anys per a posar en joc un projecte per a protegir els marges. A l'abril de 2009 l'obra per a canalitzar la riera de Calonge va començar. Es divideix en dos trams: als 600 metres des de la desembocadura fins al carrer Pinedes aproximadament, la riera es canalitzarà amb un mur de formigó d'entre 4,70 i 5,35 metres. Dos ponts es van reemplaçar: el pont dels Ànecs i el pont de la carretera. Enllà del carrer Pinedes fins a l'Esfera del Fòrum, uns 1200 metres dels marges es van protegir amb talussos i una escullera d'una alçària mitjana serà de 4,35 metres i una amplada entre els 30 i els 35 metres.
No es troba cap solució per al problema de la sobreexplotació de l'aqüífer, sobretot a l'alta temporada turística. Obres per reobrir la desembocadura al mar el 2020 no van donar gaire resultats, i poc temps després, la desembocadura va tornar a ensorrar-se per manca de cabal.
El 2024 es va estrenar una via verde al marge dret que a Sant Antoni connecta amb la via verda cap a Platja d'Aro.

## El peix espinós
Els problemes de sequera i la sobreexplotació de l'aigua posen en peril el peix espinós o punxoset (Gasterosteus aculeatus) que hi era en perill d'extinció. Des de l'any 2007, el Consorci de les Gavarres i l'Agència Catalana de l'Aigua han habilitat refugis estivals i punts d'aigua adients per a la reproducció de l'espinós.